# 英格丽德·古尔宾

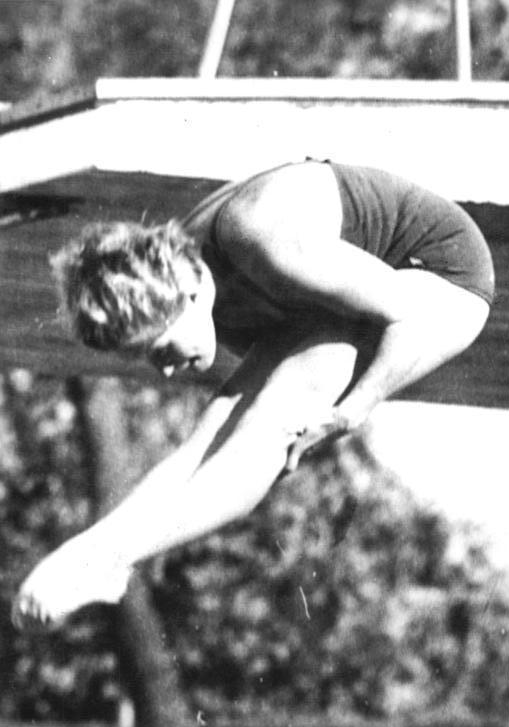
英格丽德·古尔宾 (1960年)

英格丽德·古尔宾（德語：Ingrid Gulbin，1943年7月29日—），旧姓克雷默（Krämer）、恩格尔（Engel），德国女子跳水运动员。她曾代表德国联队、东德参加1960年、1964年和1968年夏季奥林匹克运动会跳水比赛，获得三枚金牌和一枚银牌。